# Ункитешты
Ункитешты (рум. Unchiteşti, Ункитешть) — село в Флорештском районе Молдавии. Наряду с сёлами Верхние Кугурешты, Николаевка и ж/д станцией Ункитешты входит в состав коммуны Верхние Кугурешты.

## География
Село расположено на высоте 240 метров над уровнем моря.

## Население
По данным переписи населения 2004 года, в селе Ункитешть проживает 451 человек (206 мужчин, 245 женщин).
Этнический состав села:
| Национальность | Число жителей | Процентный состав |
| -------------- | ------------- | ----------------- |
| молдаване      | 436           | 96,67             |
| русские        | 5             | 1,11              |
| украинцы       | 4             | 0,89              |
| прочие         | 6             | 1,33              |
| Всего          | 451           | 100 %             |

## Известные уроженцы
- Емилиан Галайку-Пэун (род. 1964) — молдавский писатель.